# Laasen (Gera)
Laasen bildet zusammen mit Trebnitz den 5,79 km² großen Ortsteil Trebnitz der Stadt Gera in Thüringen mit insgesamt 424 Einwohnern (Stand 31. Dezember 2011).

## Geografie
Laasen ist in einer Talsenke im Osten der Stadt Gera gelegen.

## Geschichte
Zur Herrschaft Reuß gehörig, wurde Laasen 1333 als Vorwerk erstmals urkundlich erwähnt, der Name bedeutet in etwa Siedlung auf Neuland. Im Südosten des Ortes, etwa im Areal des späteren Gutes befand sich ursprünglich eine Wasserburg.
Als eigenständige Gemeinde taucht Laasen erstmals 1409 auf, zuständiger Kirchort ist Trebnitz.
1595 wurde es durch Heinrich Posthumus Reuß zum Kammergut erhoben. 1827 umfasste der Ort das herrschaftliche Vorwerk, 8 Häuser und 42 Einwohner. Ein Gemeindesiegel von 1870 zeigt die Motive Rechen, Sense und Dreschflegel – sichtbares äußeres Zeichen eines agrarisch geprägten Ortes.
1914 wird ein erstes Spritzenhaus auf dem Gelände des Kammergutes errichtet.
Im Zuge der Bodenreform wurde das Reußische Kammergut Trebnitz zerschlagen. Das Land wurde an Neubauern aufgeteilt und 1948 ein Teil der Gebäude abgerissen. 1960 erfolgte die Gründung der LPG Wiesengrund, eine LPG Typ 1. Auch der westlich, in Richtung Gera auf dem Steinertsberg gelegene, Bismarckturm wurde abgerissen, und aus seinen Steinen errichtete man Neubauernhäuser.
1923 wurde Laasen erstmals nach Trebnitz eingemeindet, diese „Ehe“ dauert weniger als ein Jahr: Am 1. Oktober 1923 wurde Laasen wieder eigenständige Gemeinde. Zum 1. Juli 1950 erfolgte die erneute Eingemeindung nach Trebnitz, am 1. Juli 1994 trotz erheblicher Widerstände die Eingemeindung nach Gera.

## Politik
Laasen und Trebnitz bilden seit 1994 den Ortsteil Trebnitz der Stadt Gera mit eigener Ortschaftsverfassung und Ortsteilrat (bis II/2009 Ortschaftsrat). Ortsteilbürgermeister ist seit 2002 Knut Prager.

## Entwicklung der Einwohnerzahl
| Jahr      | 1827 | 1864 | 2009 |
| Einwohner | 42   | 102  | 169  |

## Verkehr
- Laasen liegt 1 km südlich der Anschlussstelle Gera-Ost der Bundesautobahn 4 als Schnittstelle zur Süd-Ost-Tangente Gera. Die Bundesstraße 2 verläuft im Westen des Ortes.
- ÖPNV-Anbindung besteht mit der GVB-Linie 26 und der RVG-Linie 208 im Nachbarort Trebnitz.
- Nächstgelegener Bahnhof ist der Hauptbahnhof Gera.

## Kultur
Zwischen den Orten von Trebnitz und Laasen besteht über die Vereine eine enge Verbundenheit, so die Landfrauenvereinigung, die Ortsgruppe der Volkssolidarität. Fasching, Maibaumsetzen, Sommerfest u. a. sind feste Bestandteile des Jahres, die von beiden Orten gemeinsam ausgerichtet werden.

## Freizeit
Um den Ort bestehen gut angelegte Wanderwege. Für die Jugendlichen steht der Jugendclub in Trebnitz offen, der vom gleichnamigen Verein betreut wird.

## Bildung
Zuständige Grundschule ist die
- Tabaluga-Grundschule Bieblach-Ost.

Nächstgelegene Regelschule ist die
- Staatliche Regelschule 12 in Bieblach-Ost.